# Ехидна (мифология)

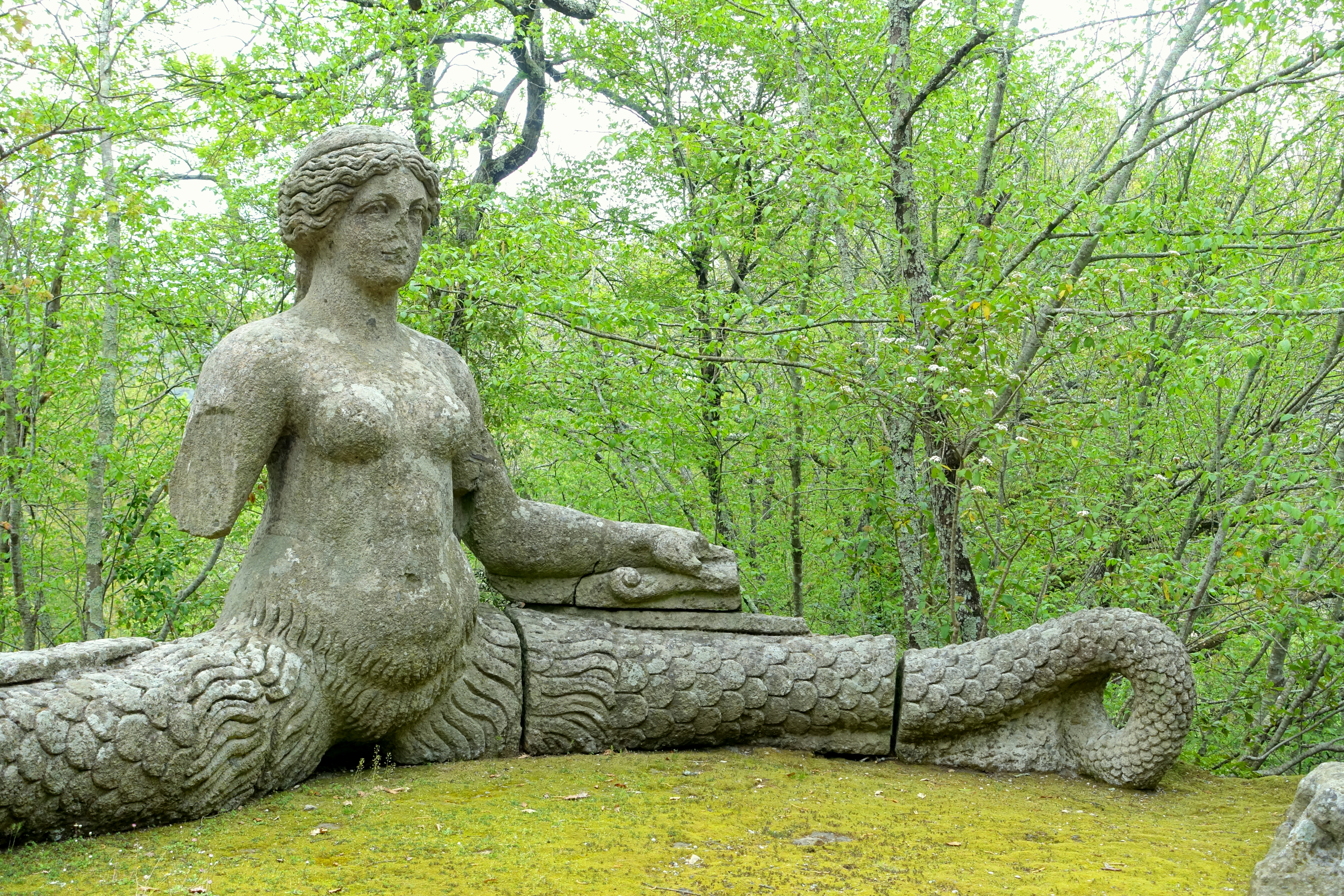
Ехидна. Скульптура Пирро Лигорио, 1555, Parco dei Mostri, Лацио, Италия

Ехи́дна (др.-греч. Ἔχιδνα — дословно — «гадюка») — в древнегреческой мифологии богиня, представлявшаяся в виде исполинской полуженщины-полузмеи (дракайна).
Дочь Форкия и Кето, жившая под землёй в киликийских Аримах, либо дочь Тартара и Геи, либо дочь Перанта (Πείρας) и Стикс, либо дочь Фанета.
Сестра и жена Тифона, мать двуглавого пса Орфа, трёхглавого Цербера, Лернейской гидры, Немейского льва (от Тифона или Орфа), Химеры, Сфинкса, Колхидского Дракона (по версии[кого?]) и Эфона (орла Зевса, клевавшего печень Прометея).
Изображалась в виде женщины с прекрасным лицом и пятнистым змеиным телом, совмещая в себе красоту и свирепый характер. Иногда называлась стоглавой. Похищала заблудившихся путников и ела их.
Согласно Пиндару, она прогрызлась на свет из утробы матери. Тиберий сравнивал с Ехидной Гая Калигулу.
В различных вариантах мифов Ехидна была убита Гераклом или Эдипом. Ещё по одному варианту, была задушена во сне Аргусом.

## В других культурах
Через длинноволосых галлов, завоёванных Римом, Ехидна перекочевала в западные провинции. Например, народные предания Южной Франции (Прованса и Лангедока) рассказывают о страшном чудовище вуивре (или огненной змее) которое «по пояс иммат образ человека яко девица, а от пояса вниз крокодилов образ иммат». И во лбу этого «вуивра» горит огненный «карфункул». Когда чудовище купается в реке, оно оставляет драгоценный камень на берегу, как бы «раздевается от камня». Согласно легенде невиданно счастлив будет тот смертный, кому удастся так исхитриться, чтобы украсть этот крупный самоцвет: с помощью «вуиврова рубина» откроются ему все подземные сокровища:107-108.